# Down (canção de Blink-182)
"Down" é um single da banda estadunidense Blink-182, lançado dia 21 de junho de 2004 pela gravadora Geffen Records.

## Faixas

### CD 1[4]
1. "Down" (versão single) – 3:12
2. "I Miss You" (mix de James Guthrie) – 4:38
3. "Down" (videoclipe) – 3:32

### CD 2[3]
1. "Down" (versão single) – 3:14
2. "Down" (arranjo de Tom Lord-Alge) – 3:40
3. "Down" (faixa multimídia) – 3:21
4. "Blink Behind the Scenes" (videoclipe) – 5:00

### Vinil (7 polegadas)[2]

#### Lado A
1. "Down" (versão álbum) – 3:14

#### Lado B
- Nenhuma canção, somente manchas de pintura e informações.